# Afroleptomydas capicolus
Afroleptomydas capicolus är en tvåvingeart som beskrevs av Hesse 1969. Afroleptomydas capicolus ingår i släktet Afroleptomydas och familjen Mydidae. Inga underarter finns listade i Catalogue of Life.